# Świątynia Sybilli (poemat)

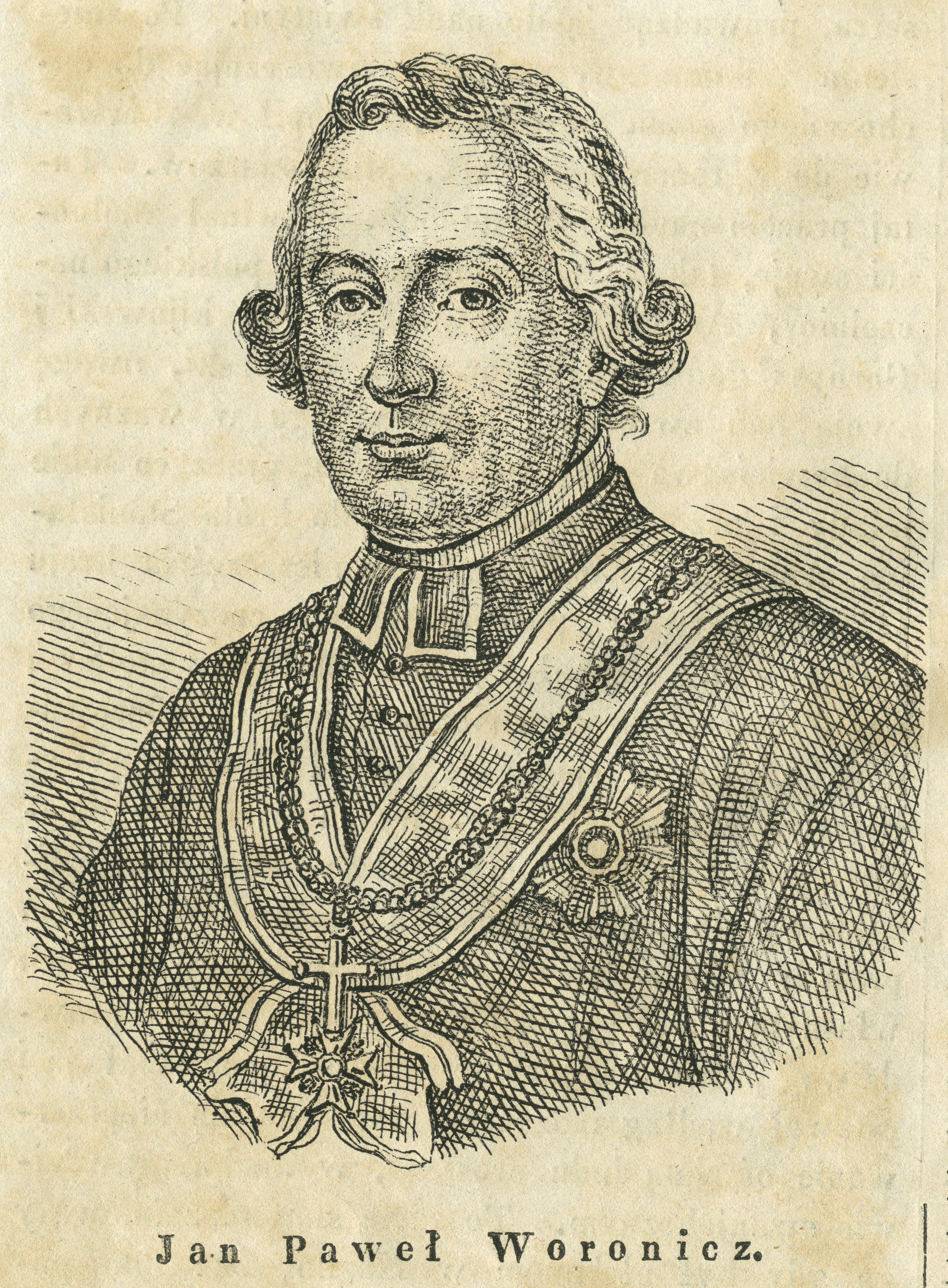
Jan Paweł Woronicz, autor dzieła

Świątynia Sybilli – poemat autorstwa Jana Pawła Woronicza opublikowany w 1818.

## Powstanie i charakter
Dzieło powstało w latach 1800–1801, a po raz pierwszy opublikowane zostało anonimowo we Lwowie, jako Sybilla. Poema historyczne we czterech pieśniach. Pierwszym wydawcą był Feliks Jan Bentkowski. Wydrukował on poemat bez wiedzy Woronicza, opierając się na tekstach krążących w obiegu nieoficjalnym. Autor dostrzegał w swoim utworze pewne niedostatki w zakresie stylu (to był płód dawniejszych swobodniejszych czasów, wcale niestosownych do naszego dzisiejszego położenia. Pisało się dorywczo, często na kolanach), dlatego nie starał się go publikować samodzielnie. Wydanie Bentkowskiego oburzyło go i poczuł się tym skompromitowany, choć mogło to być nie do końca oburzenie szczere, podyktowane skromnością lub duchem autoreklamy. Utwór wydano potem m.in. w 1828 (Instytut Ossolińskich), 1918 w Krakowie (Arct) oraz w 2002 wraz z innymi utworami, tamże.
Tytuł zaczerpnięto od rotundy wchodzącej w skład zespołu pałacowo-parkowego przy pałacu Czartoryskich w Puławach, zbudowanej w latach 1798–1801. Księżna Izabela Czartoryska urządziła w niej izbę pamiątek narodowych, obrazujących chwałę Polski. Napis nad wejściem głosił: „Przeszłość – Przyszłości”, co było motywem związanym z mitologiczną kapłanką Apolla, Sybillą. Poemat zawiera dużą liczbę odniesień do tej postaci, w tym do treści VI księgi Eneidy.
Dzieło można traktować albo jako poemat mający cechy opisowego albo (z uwagi na stosunkowo niewielką ilość opisów) jako poemat historyczny nawiązujący do tradycji eposu bohaterskiego, co uczynił Marian Maciejewski. Do gatunku tego pozwalają zaliczyć dzieł m.in. przemówienia postaci i wypowiedzi narratora. Służą one pochwale bądź naganie walecznych mężów i władców, jak również mają za zadanie dać czytelnikowi konkretną naukę moralną lub skłonić go do naśladowania postaw cennych etycznie, czym nawiązują do doktryny jezuickiej stworzonej przez św. Ignacego Loyolę.

## Treść
Utwór jest złożony z czterech pieśni i opatrzony mottem zaczerpniętym z Eneidy: „[...] huc undique Troia gaza / Incensis erepta adytis, mensaeque Deorum, / Crateresque auro solidi, captivaque vestis / Congeritur [...]” (pol.: „[...] zewsząd tam znoszą skarb Troi / Z płonących sal wydarte, ze świętych podwoi / Ołtarze, kotły złotem zdobne i dostatek / Szat złupionych [...]”). Motto zapowiada treść utworu, wskazując na analogie pomiędzy Polską, a Troją. W treści dzieła autor poszukuje przyczyn upadku Rzeczypospolitej skłoniony do tego kontaktem z pamiątkami zgromadzonymi przez Czartoryską w puławskiej Świątyni Sybilli.
Poemat ma trzy zasadnicze części:
- część i pieśń pierwsza – pochwała parku w Puławach (wzorowana na publikacjach Jacquesa Delille’a[7]) i zalet Izabeli Czartoryskiej (elementy panegiryczne), popisy kunsztu poetyckiego autora, personifikacje natury[2]; opis ten nie jest zasadniczo związany z pozostałymi częściami i mógł powstać jako osobny utwór, przed 1795, z czym jednak nie zgadzał się Kazimierz Jarecki[7],
- część druga (pieśń druga, trzecia oraz większość czwartej) – elegia, nostalgiczne rozpamiętywanie zbiorów księżnej, refleksja o dziejach ojczyzny od czasów Kazimierza Wielkiego do jej upadku za Stanisława Augusta Poniatowskiego,
- część trzecia (od zakończenia pieśni czwartej) – najpierw wybuch rozpaczy narratora w obliczu klęski narodu polskiego, a później stopniowe uspokojenie nastroju[2].

## Ocena
W utworze przenikają się elementy chrześcijańskie z mitologicznymi, przy jednoczesnym wyraźnym dystansowaniu się od idei deistycznych. Język poematu jest patetyczny, niełatwy dla przeciętnego odbiorcy, naszpikowany enigmatycznymi przepowiedniami, czy różnego rodzaju znakami trudnymi do odczytania. Stanisław Kostka Tarnowski wskazał, że w dziele widzi się po raz pierwszy te uczucia, słyszy się te dźwięki, które kiedyś pełniejsze, silniejsze, znajdą się u Mickiewicza i Krasińskiego.
Świątynia Sybilli to utwór przełomowy w twórczości poety, stanowiący połączenie różnych sprzecznych pierwiastków, np. lakonicznych opisów rodem z dzieł Denisa Diderota oraz wyrachowanego rozsądku, jak i pełnych dynamiki obrazów z historii Polski, gorących uczuć, czy żarliwej religii.